# Amen (film 2011)
Amen (hangŭl: 아멘 ; latinizzazione riveduta della lingua coreana: Amen) è un film del 2011 diretto da Kim Ki-duk.
È stato presentato in concorso al 59º Festival Internazionale del Cinema di San Sebastián.

## Trama
Una ragazza decide di partire per un viaggio in Europa in cerca dell'amato. Nel corso del film verrà molestata da un aggressore che indossa una maschera antigas, e questo porterà la protagonista a molte riflessioni.